# Liste des gares de la wilaya de Boumerdès
La liste des gares de la wilaya de Boumerdès, est une liste des gares ferroviaires situées dans la wilaya de Béchar, en Algérie.

## Gares ferroviaires dans la wilaya
La wilaya de Boumerdès compte douze gares, toutes exploitées par la Société nationale des transports ferroviaires (SNTF).
| Gare                  | Commune       | Ligne                              |
| --------------------- | ------------- | ---------------------------------- |
| Gare d'Ammal          | Ammal         | Alger à Skikda                     |
| Gare de Beni Amrane   | Beni Amrane   | Alger à Skikda                     |
| Gare de Bordj Menaïel | Bordj Menaïel | Thénia à Oued Aïssi                |
| Gare de Boudouaou     | Boudouaou     | Alger à Skikda                     |
| Gare de Boumerdès     | Boumerdès     | Alger à Skikda                     |
| Gare de Corso         | Corso         | Alger à Skikda                     |
| Gare d'Isser          | Isser         | Thénia à Oued Aïssi                |
| Gare de Naciria       | Naciria       | Thénia à Oued Aïssi                |
| Gare de Si Mustapha   | Si Mustapha   | Thénia à Oued Aïssi                |
| Gare de Souk El Had   | Souk El Had   | Alger à Skikda                     |
| Gare de Thénia        | Thénia        | Alger à Skikda Thénia à Oued Aïssi |
| Gare de Tidjelabine   | Tidjelabine   | Alger à Skikda                     |

| \| Boumerdès Ammal Beni Amrane Bordj · Menaïel Boudouaou Corso Isser Naciria Si Mustapha Souk El Had Thénia Tidjelabine \| Localisation des gares de la wilaya de Boumerdès |
| Boumerdès Ammal Beni Amrane Bordj · Menaïel Boudouaou Corso Isser Naciria Si Mustapha Souk El Had Thénia Tidjelabine                                                        |

## Lignes ferroviaires dans la wilaya
La wilaya est traversée par deux lignes : 
- la ligne d'Alger à Skikda ;
- la ligne de Thénia à Oued Aïssi.